# Andrew Ewing
Andrew Ewing (* 17. Juni 1813 in Nashville, Tennessee; † 16. Juni 1864 in Atlanta, Georgia) war ein US-amerikanischer Politiker. Zwischen 1849 und 1851 vertrat er den Bundesstaat Tennessee im US-Repräsentantenhaus.

## Werdegang
Andrew Ewing war der jüngere Bruder des Kongressabgeordneten Edwin Hickman Ewing (1809–1902). Er studierte nach der Grundschule bis 1832 an der University of Nashville. Nach einem Jurastudium und seiner im Jahr 1835 erfolgten Zulassung als Rechtsanwalt begann er in Nashville in seinem neuen Beruf zu arbeiten. Von 1833 bis zu seinem Tod war er Kurator der University of Nashville. Im Unterschied zu seinem Bruder, der Mitglied der Whigs war, schloss sich Andrew Ewing der Demokratischen Partei an.
Bei den Kongresswahlen des Jahres 1848 wurde er im achten Wahlbezirk von Tennessee in das US-Repräsentantenhaus in Washington, D.C. gewählt, wo er am 4. März 1849 die Nachfolge von Washington Barrow antrat. Da er im Jahr 1850 auf eine erneute Kandidatur verzichtete, konnte er bis zum 3. März 1851 nur eine Legislaturperiode im Kongress absolvieren. Nach seinem Ausscheiden aus dem US-Repräsentantenhaus praktizierte Ewing wieder als Anwalt. Im Jahr 1860 war er Delegierter zur zweiten Democratic National Convention in Baltimore. Während des Bürgerkrieges war er konföderierter Militärrichter unter General Braxton Bragg. Er starb am 16. Juni 1864, einen Tag vor seinem 49. Geburtstag, in Atlanta.